# Mátraterenye
Mátraterenye is een plaats (község) en gemeente in het Hongaarse comitaat Nógrád. Mátraterenye telt 2011 inwoners (2001).